# Бюрглен (Тургау)
Бюрглен (нем. Bürglen TG) — коммуна в Швейцарии, в кантоне Тургау. 
Входит в состав округа Вайнфельден. Население составляет 3092 человека (на 31 декабря 2007 года). Официальный код  —  4911.

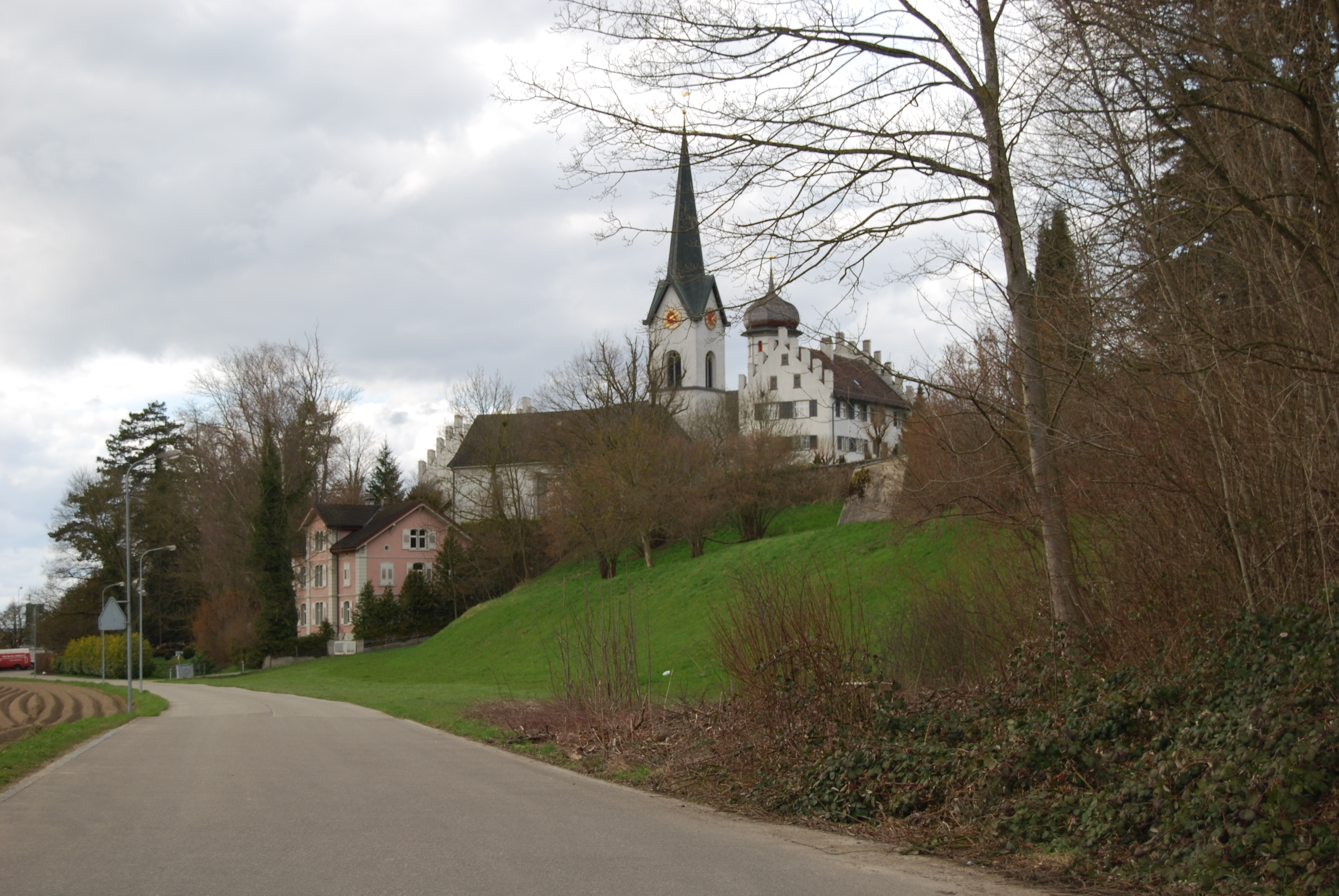
Бюрглен (Тургау)